# Nichtewitz
Nichtewitz ist ein Ortsteil der Gemeinde Arzberg im Landkreis Nordsachsen in Sachsen.

## Lage

Nichtewitz auf einer geschichtlichen Karte des Kreises Liebenwerda (1910).

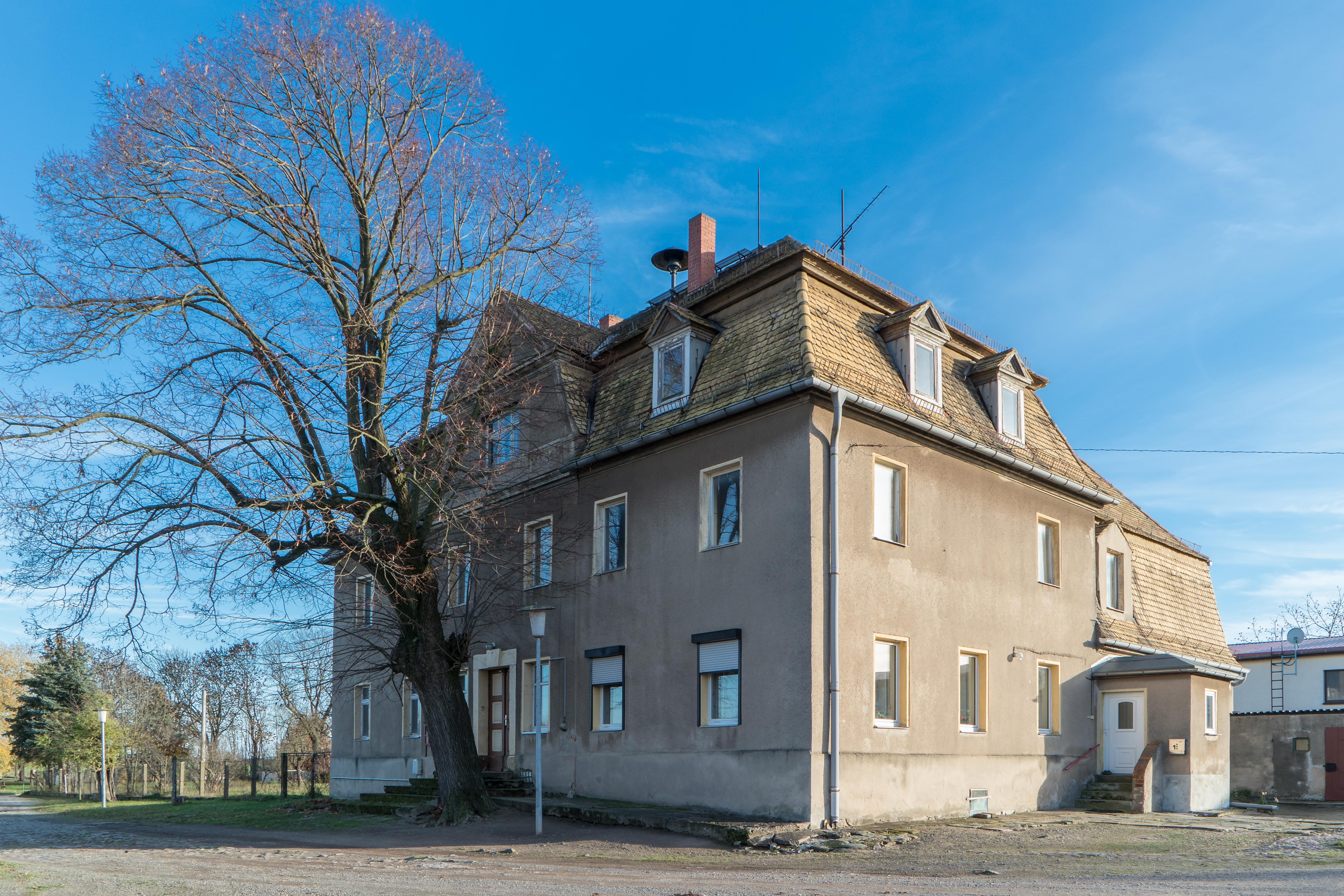
Gutshaus Nichtewitz

Nichtewitz befindet sich östlich nah am Ort Arzberg. Die Kreisstraße 8913 verläuft östlich zur Bundesstraße 183 zum nördlichen Ortsteil Elsterberg und am Wald vom Struthberg vorüber.

## Geschichte
Das Zeilendorf mit einer Gewannflur und 772 Hektar Wirtschaftsfläche wurde 1251 erstmals als Nichtewitz genannt. Den Namen änderten die Bewohner im Laufe der Zeit bis 1505 unwesentlich. 1559 lebten im Ort 14 Personen. 1818 waren es 183, 1880 254, 1946 755. Die Gläubigen besuchten und besuchen die Kirchen in Arzberg. 1445 bis 1551 saß die übergeordnete Behörde in Liebenwerda, dann in Mühlberg/Elbe auch in Schweinitz und seit 1816 in Torgau. Am 20. Juli 1950 wurde der Ort nach Arzberg eingemeindet.